# WAGS (serie de televisión)
WAGS es una serie de telerrealidad que se estrenó el 28 de agosto de 2015, en la cadena de televisión E!. El reality show muestra las vidas tanto profesionales como personales de varias WAGs (un acrónimo para esposas y novias de atletas de alto nivel).
El 29 de septiembre de 2015, la cadena renovó el programa para una segunda temporada que se emitirá en 2016. "Con el regreso de la serie, los espectadores conseguirán una mirada incluso más profunda detrás-de-las-cámaras de este estilo de vida exclusivo de celebridades exclusivo y del punto de vista único dentro del mundo de deportes," dijo Jeff Olde, el vicepresidente ejecutivo de la cadena.

## Episodios
| # | Título                          | Fecha de estreno         |  |
| --- | ------------------------------- | ------------------------ |  |
| 1 | «"La Vida WAG"»                 | 18 de agosto de 2015     |  |
| La serie se estrena con las mujeres explicando la importancia de ser la esposa o la novia de una estrella del deporte, la estructura de sus círculos sociales y la glamurosa vida que viven a diario. Las primas Natalie y Olivia tienen una contienda con la antigua WWE Diva Barbie Blank. Las inseguridades en la relación de Nicole amenazan con arruinar su viaje a Las Vegas. |                                 |                          |  |
| 2 | «"¡Consigue Una Cita O Muere!"» | 25 de agosto de 2015     |  |
| Ashley por fin consigue fijar la fecha de la boda con su prometido Dashon, simplemente para volver a decepcionarse; Nicole pone los problemas de imagen de Natalie y Olivia a prueba después de que les consigue una sesión fotográfica semi-desnuda, y Barbie fuma la pipa de la paz, simplemente para que las primas le vuelvan a faltar el respeto de nuevo.                     |                                 |                          |  |
| 3 | «"¿Hay Otra Chica?"»            | 1 de septiembre de 2015  |  |
| Ashley se cuestiona la fidelidad de Dashon después de que boda haya sido pospuesta; la presencia de Barbie en la fiesta de celebración de Natalie por alcanzar el millón de seguidores en Instagram causa revuelo; y Nicole presiona a Larry con el matrimonio y los niños. |                                 |                          |  |
| 4 | «"Yo Nunca He"»                 | 8 de septiembre de 2015  |  |
| Natalie y Olivia intentan hacer crecer su negocio Insta-famoso, pero se tropiezan cuando no tienen las mismas ideas; Ashley intenta seguir adelante después de que su boda haya sido pospuesta; Barbie lucha por conseguir una vida después de WWE. |                                 |                          |  |
| 5 | «"Retiro Mexicano"»             | 15 de septiembre de 2015 |  |
| Las WAGs viajan a México por el cumpleaños de Natalie; Ashley duda si acudir porque se siente culpable por dejar a sus bebés; Barbie se hace amiga de Natalie y de Olivia y busca posibles lugares donde celebrar su boda. |                                 |                          |  |
| 6 | «"Por Amor O Dinero"»           | 22 de septiembre de 2015 |  |
| Natalie es retada a elegir entre su carrera y su relación con Shaun; Nicole renuncia a un trabajo como modelo en Nueva York para pasar tiempo con Larry; Barbie recibe un paquete sorpresa en su casa del equipo de Sheldon. |                                 |                          |  |
| 7 | «"Besé A Una Chica"»            | 29 de septiembre de 2015 |  |
| Nicole y Barbie están en desacuerdo por un viaje a un local de estriptis masculino durante la despedida de soltera de Barbie; Natalie tiene una pelea con Shaun cuando a ella se le olvida mencionar el viaje. |                                 |                          |  |
| 8 | «"Estás En Una Relación Falsa"» | 6 de octubre de 2015     |  |
| Natalie no está segura de llevar su relación con Shaun al siguiente nivel; Sasha se toma un respiro cuando sufre complicaciones a causa de su embarazo; el estado de soltera de Olivia por fin toma un prometedor giro. |                                 |                          |  |

## Retransmisión
En Australia y Nueva Zelanda, la serie se estrenó en la versión local de E! el 20 de agosto de 2015.

## Recepción
La serie compuesta por ocho episodios se estrenó a las 10:00PM ET en los Estados Unidos de América en la cadena de televisión por cable E! y se emite semanalmente desde el 18 de agosto de 2015.

### Índices
| N.º | Título                        | Fecha de emisión original | Audiencia (millones) (Live+SD) | Rating/share (18–49) (Live+SD) | Rango semanal en la TV por cable |
| --- | ----------------------------- | ------------------------- | ------------------------------ | ------------------------------ | -------------------------------- |
| 1   | "La Vida WAG"                 | 18 de agosto de 2015      | 0.47                           | —                              | —                                |
| 2   | "¡Consigue Una Cita o Muere!" | 25 de agosto de 2015      | 0.33                           | —                              | #58                              |
| 3   | "¿Hay Otra Chica?"            | 1 de septiembre de 2015   | 0.63                           | —                              | #14                              |
| 4   | "Yo Nunca He"                 | 8 de septiembre de 2015   | 0.62                           | —                              | —                                |
| 5   | "Retiro Mexicano"             | 15 de septiembre de 2015  | 0.67                           | —                              | #12                              |
| 6   | "Por Amor O Dinero"           | 22 de septiembre de 2015  | 0.38                           | —                              | #59                              |
| 7   | "Besé A Una Chica"            | 29 de septiembre de 2015  | 0.73                           | —                              | #10                              |
| 8   | "Estás En Una Relación Falsa" | 6 de octubre de 2015      | 0.34                           | —                              | #82                              |